# Gonometa christyi
Gonometa christyi is een vlinder uit de familie spinners (Lasiocampidae). De wetenschappelijke naam van deze soort is voor het eerst geldig gepubliceerd in 1902 door Sharpe.
De soort komt voor in tropisch Afrika.